# 依托格鲁
依托格鲁（化学名：三乙二醇二缩水甘油醚，Diglycidyltriethylene glycol）是一种有机化合物，化学式为C12H22O6，属于环氧醚，能作为化疗药物。